# 大迫城
大迫城（おおはさまじょう）は、岩手県花巻市大迫町内川目第48地割にあった日本の城。

## 概要
和賀東部の安俵や、閉伊の遠野、北上川畔の新堀、志和の乙部に通じる枢要地であった。
城は桂林寺南側の丘陵先端部に位置する東西200メートル×南北200メートル規模の山城である。築城年代は不明だが、西・南・北三方の斜面に帯曲輪をめぐらし、尾根を堀切で区画して、階段状の曲輪をなしていた。
室町時代から戦国時代の武士・大迫氏の本拠地とされる。大迫氏は、稗貫氏の始祖・稗貫広重の子である大迫重真を祖とすると伝えられ、陸奥国稗貫郡大迫郷（大迫七ヶ村）を領し、郷村の在名から大迫氏と称したとされる。大迫館、藤四郎館（天神館）、中居館、与五郎館、岩脇館などがあった。
天正19年（1591年）の豊臣秀吉の奥州仕置によって郡主・稗貫氏とともに没落し、城主大迫左近は追放され、江刺郡人首村（奥州市江刺区）で没した。天正20年（1592年）の『諸城破却書上』には「大迫 平城 破　信直抱 代官 九丁目町十郎兵衛」とある。
慶長5年（1600年）に岩崎一揆において旧稗貫家臣は大迫城を攻めて制圧したが、戦況悪化に伴い城を放棄した。
破却後に、地形上も要害の地で交通上の要衝でもあったので大迫代官所が置かれた。

## 参考資料
- 『岩手県史 第3巻 中世篇 下』岩手県、1961年10月20日。
- 「角川日本地名大辞典」編纂委員会『角川日本地名大辞典 3 岩手県』角川書店、1985年3月8日。ISBN 4-040-01030-2。
- （有）平凡社地方資料センター『日本歴史地名大系 第3巻 岩手県の地名』平凡社、1990年7月13日。ISBN 4-582-91022-X。
- 児玉幸多、坪井清足『日本城郭大系第2巻 青森・岩手・秋田』新人物往来社、1980年7月15日。
- 岩手県教育委員会『岩手県中世城館跡分布調査報告書』 82巻、1986年3月30日、124-125頁。